# دکل‌کشی

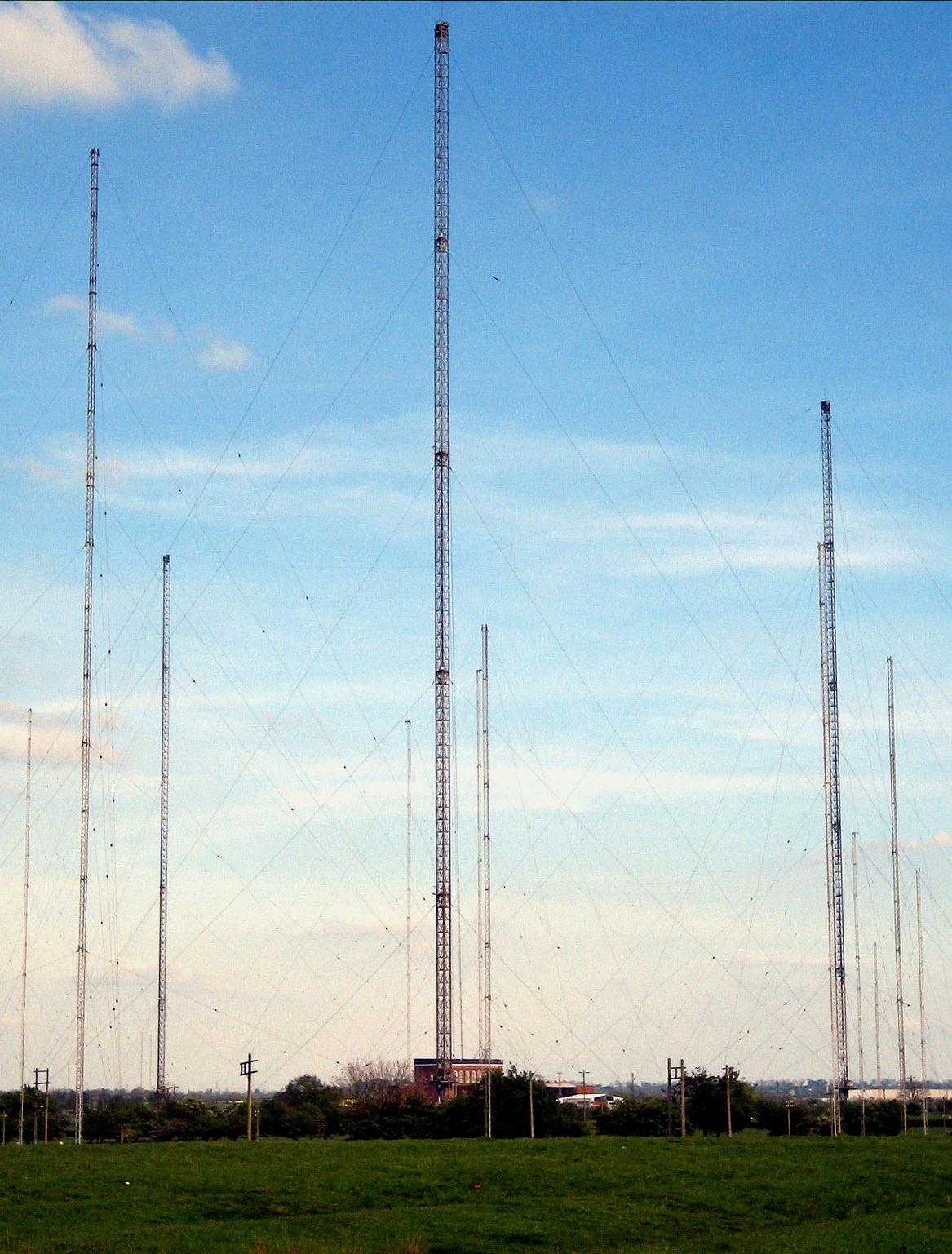
سیم‌های گای برای پرندگان که اغلب شب‌ها دور چراغ‌های برج می‌چرخند، تهدیدی مهلک است.

دکل‌کُشی (به انگلیسی: Towerkill) پدیده‌ای است که در آن پرندگان در اثر برخورد با دکل‌های آنتن کشته می‌شوند. در دید ضعیف، پرندگان ممکن است به سادگی به داخل سیم‌ها پرواز کنند. اما نورپردازی شبانه پیرامون دکل‌ها نیز می‌تواند الگوهای مهاجرت را مختل کند، زیرا پرندگان بی‌جهت با سازه برخورد می‌کنند. پژوهش‌ها نشان می‌دهد که چراغ‌های چشمک‌زن می‌تواند مرگ و میر را بدون کاهش دید توسط هواپیما کاهش دهد.